# Кьонгі (провінція)
Провінція Кьонгі (кор. 京畿道, 경기도, Кьонгідо) — одна з восьми провінцій Кореї під час правління династії Чосон. Розташована на заході Корейського півострова. Центральним містом провінції був Хансон, сучасний Сеул.

## Історія
Провінція Кьонгі була утворена 1413 року. Свою назву вона отримала від назви 200-кілометрової округи довкола корейської столиці (кор. 京, 경, Кьон). Столиця була головним містом провінції та всієї Кореї.
1895 року провінція була розформована, а на її місці були створені райони:
- Хансон (кор. 漢城府, 한성부, Хансонбу)
- Інчхон (кор. 仁川府, 인천부, Інчхонбу)
- Чхунджу (кор. 忠州府, 충주부, Чхунджубу)
- Конджу (кор. 公州府, 공주부, Конджубу)
- Кесон (кор. 開城府, 개성부, Кесонбу)

1896 року була відновлена система поділу на 13 провінцій, і провінція Кьонгі була перереформована у колишніх кордонах. Її головним стало місто Сувон.
Після 1945 року провінція Кьонгі була поділена на зони окупації США та СРСР. Кордон між американською зоною на півдні і радянською зоною на півночі проходив по 38 паралелі. Південна частина провінції Хванхе, також поділена 38-ю паралеллю, увійшла до складу провінції Кьонгі.
1946 року Сеул отримав статус міста центрального підпорядкування зі статусом провінції. Того ж року північна частина провінції Кьонгі увійшла до складу північнокорейської провінції Канвон.
1948 році провінція Кьонгі стала частиною нової Республіки Корея.

## Географія
Провінція Кьонгі розташована на північному заході Південної Кореї. На сході провінція межувала з провінцією Канвон, на півдні — з провінцією Чхунчхон, на півночі — з провінцією Хванхе, на заході — омивалася Жовтим морем.
Ландшафт на сході гірський, на заході — більш рівнинний.
Регіональна назва для Кьонгі — «Кіджон», хоча це слово зараз практично не використовується.